# Semiothisa spilogastrata
Semiothisa spilogastrata är en fjärilsart som beskrevs av Walker 1861. Semiothisa spilogastrata ingår i släktet Semiothisa och familjen mätare. Inga underarter finns listade i Catalogue of Life.